# Péter László (irodalomtörténész)
Péter László (Jánoshalma, 1926. január 21. – 2019. július 28.) magyar irodalomtörténész, egyetemi tanár, várostörténész, nyelvész és folklorista. 

## Életpályája
Péter Gergely (1882–1967) és Cselenák Ágnes (1894–1968) gyermekeként született. 1931-től járt általános iskolába, Mindszentre, majd 1933-tól Szőregre. Középiskolai tanulmányait a Baross Gábor Gimnáziumban végezte Szegeden. Egyetemi tanulmányokat a Szegedi Tudományegyetem magyar–latin–filozófia szakán folytatott 1943–1948 között. 1948-ban kapta kézhez magyar-latin-filozófia szakos középiskolai tanári diplomáját. 1946–1950 között egyetemi gyakornok, majd tanársegédi beosztásban dolgozott. 1948-ban a Pázmány Péter Népi Kollégium igazgatója volt. 1950–1951 között Karcagon, 1952–1954 között Makón (a József Attila Múzeumban) múzeumigazgatóként működött. 1954–1957 között Szegeden egyetemi könyvtárosi beosztást kapott. 1957-ben nyolc hónapig börtönbe zárták az 1956-os forradalom és szabadságharcban való részvétele miatt. 1958–1961 között az egyetemen tudományos munkatársi beosztásba helyezték, nem taníthatott. 1961–től a szegedi Somogyi Károly Városi és Megyei Könyvtár, 1986–tól pedig az MTA Irodalomtudományok Intézetének tudományos főmunkatársa. 1968-ban érte el a kandidátusi tudományos fokozatot, 1991-ben az irodalomtudományok akadémiai (MTA) doktora lett, ugyanekkor kinevezték egyetemi tanárnak. 1990–1995 között a JATE egyetemi tanáraként működött. 1996–os nyugdíjba vonulásáig Juhász Gyula összes művei kritikai kiadása és az Új magyar irodalmi lexikon főszerkesztésével bízták meg, mely megbízatásainak kiemelkedő teljesítményei tanúsították az ő megbízható szakmai tapasztalatait és tudományszervező készségét.

## Családja
1951-ben feleségül vette Lakatos Klára Arankát (1926–2005).

## Művei (válogatás)
| - Mai magyar népismeret (1947) - Egyéniség a népkulturában (1947) - Az ő-zés kérdéséhez (1952) - Kálmány Lajos (1952) - Espersit János (1955) - József Attila Szegeden (1955) - Juhász Gyula a munkásmozgalomban (1961) - Juhász Gyula a forradalmakban (1965) - Szeged irodalmi emlékhelyei (1974) - Szeged utcanevei (1974) - Ady nálunk (1977) - Odessza és a magyarok (1978) - Szőreg monográfiájához (1979) - Így élt Juhász Gyula (1980) - József Attila közöttünk (1980) - Bartók Szegeden (1981) - Szeged (1981) - Kodály Szegeden (1982) - Annák, szerelmek (1983) - Szegedi örökség (1983) - Kilenc írás Juhász Gyuláról (1983) - Makói kis tükör (1985) - A szerette Város (1986) - Jerney János (1988) - Móra Ferenc (1989) - A szegedi főreáliskola, elődei és utódai (1989) - Szegedi ferencesek (1991) - Juhász Gyula hálójából (1993) - Szőregi délutánok (1994) - Magyar írók, költők textológiai nézetei (1995) - Mindörökké Szeged (1997) - Tömörkény világa (1997) - Szegedi seregszámla (válogatott írások, 1999) - Móra műhelyében (1999) | - József Attila nyomában (2000) - Kívül a körtöltésen (2000) - Az ezeréves Szőreg (2000) - Mindenkor csak feléd nézek, Szeged (2001) - Szegedi számadás (2002) - Juhász Gyula (2002) - Szegedi tudósítások (2003) - 14 írás József Attiláról (2005) - Néprajz, népműveltség (2005) - Népköltészet és irodalom (2006) - A Város cselédje (2006) - 1956 előtt, alatt, után (2006) - Bécsi hármaskönyv (2006) - Az én besúgóim. F-dossziém; Belvedere Meridionale, Szeged, 2007 - Csongrád megye irodalmi öröksége (2008) - Árvízi emlékek Szegeden (2008) - Kálmány Lajos (Válogatott tanulmányok, 2008) - Kálmány Lajos - Magyar hitvilág (Kálmány Lajos 1881-1918 között írott tanulmányai, 2009) - Emlékkönyv Móra Ferenc születésének[!] 30 éves írói jubileumára. Két emlékkönyv egy kötetben / Emlékkönyv Móra Ferenc születésének 130 éves jubileumára; szerk., utószó Péter László; Bába, Szeged, 2009 - Radnóti Miklós (Válogatott írások, 2009) - Olvassuk Juhász Gyulát! Versmagyarázatok; Tiszatáj Alapítvány, Szeged, 2010 (Tiszatáj könyvek) - Jerney János 1800-1855"; Petőfi Sándor Művelődési Ház, Kiskundorozsma, 2011 (Dorozsmai füzetek) - Szeged útikönyv. 10 séta a városban; 3. átdolg., bőv. kiad.; Grimm, Szeged, 2014 - Tömörkény István: Tréfál az idő. Elfelejtett írások; szerk., szöveggond. Péter László; Wesley János, Bp., 2014 - Lőw Immánuel: Tanulmányok; Néprajzi és Kulturális Antropológiai Tanszék, Szeged, 2015 (Szegedi vallási néprajzi könyvtár) - Tejtestvéreink. Négy férfi; Belvedere Meridionale, Szeged, 2016 |

A főszerkesztésében jelent meg 1994-ben az Új magyar irodalmi lexikon három kötete.

## Társasági tagsága
- Magyar Irodalomtörténeti Társaság
- Magyar Nyelvtudományi Társaság
- Magyar Néprajzi Társaság

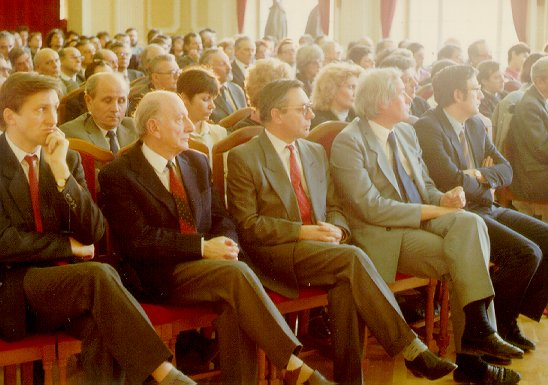
Róna-Tas András rektori székfoglalóján (1991. II. 14.) a 3. sorban Ilia Mihály és Péter László

- Nemzetközi Magyar Filológiai Társaság
- Magyar Történelmi Társulat
- Németh László Társaság
- Erdei Ferenc Társaság

## Díjai, elismerései
- Kodály-emlékérem (1983)
- A Művészeti Alap irodalmi díja (1984)
- Toldy Ferenc-díj (1989)
- '56-os emlékérem (1991)
- Szeged díszpolgára (1992)
- Szinnyei József-díj (1993)
- A Szegedért Alapítvány fődíja (1995)
- Tiszatáj-díj (1996)
- A Magyar Köztársasági Érdemrend lovagkeresztje (2001)
- Klebelsberg-díj (2001)